# Вальбю
Вальбю (дат. Valby) — один из десяти официальных районов Копенгагена, расположенный в юго-западной части города.

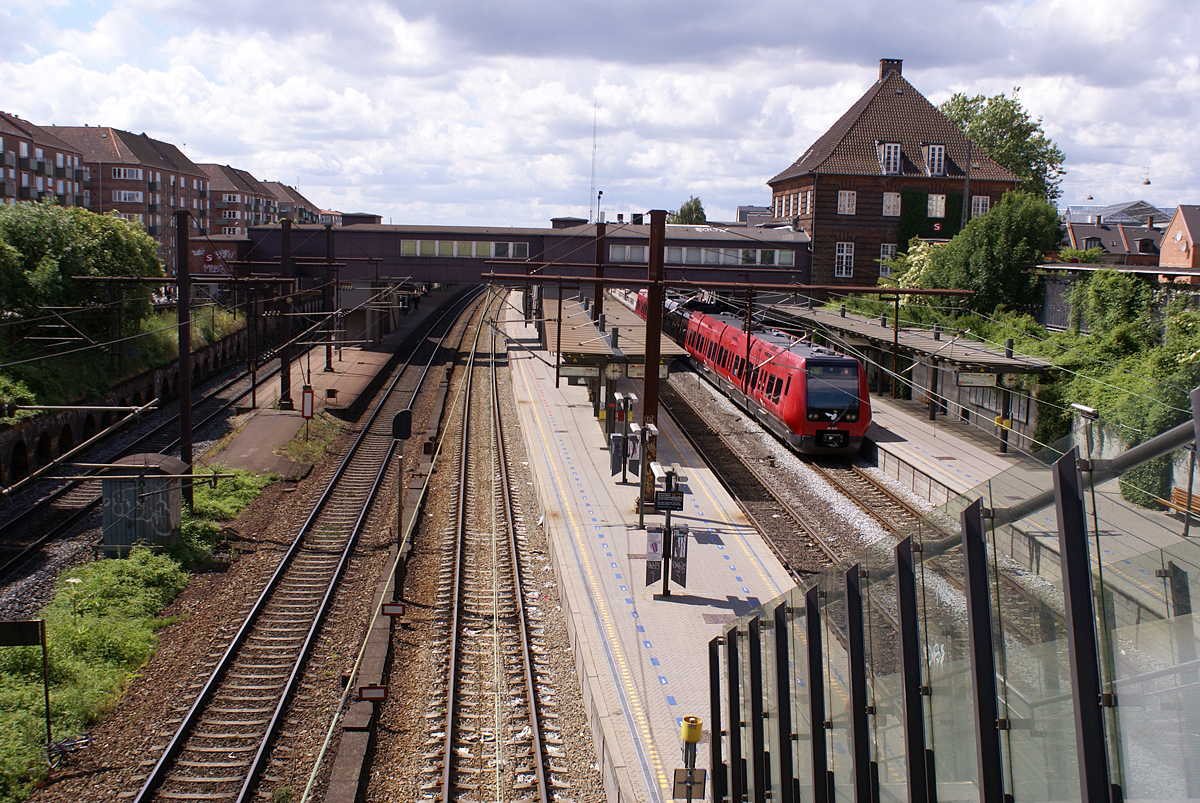
Железнодорожная станция Вальбю

В XIX веке Вальбю входил в состав коммуны Видовре, а в 1901 году был включён в состав Копенгагенской коммуны. Граничит с районами Конгенс Энгхаве, Вестербро и Ванлёсе, а также с коммунами Фредериксберг, Видовре и Рёдовре.
В Вальбю расположены главные офисы пивоваренной компании Carlsberg, фармацевтических компаний Lundbeck и Genmab, киностудии Nordisk Film.

## Известные люди, связанные с Вальбю
- Ким Вильфорт (1962—н. в.) — датский футболист, полузащитник, известный по выступлениям за «Брондбю», «Лилль» и сборную Дании. Чемпион Европы 1992 года в составе национальной команды.

## Ссылки

Вальбю (L) на карте Копенгагена